# Линёвское городское поселение
Линёвское городско́е поселе́ние — муниципальное образование в составе Жирновского района Волгоградской области России.
Административный центр — посёлок городского типа Линёво.

## История
Линёвское городское поселение образовано 21 февраля 2005 года в соответствии с Законом Волгоградской области № 1009-ОД.

## Население
| 2009  | 2010  | 2012  | 2013  | 2014  | 2015  | 2016  |
| ----- | ----- | ----- | ----- | ----- | ----- | ----- |
| 6589  | ↘6037 | ↘6022 | ↘5929 | ↘5876 | ↘5807 | ↘5733 |
| 2017  | 2018  | 2019  | 2020  | 2021  |       |       |
| ↘5663 | ↘5548 | ↘5458 | ↘5394 | ↗5421 |       |       |

## Состав городского поселения
| № | Населённый пункт | Тип населённого пункта      | Население |
| - | ---------------- | --------------------------- | --------- |
| 1 | Линёво           | пгт, административный центр | ↗5421     |